# Dicliptera rosea
Dicliptera rosea är en akantusväxtart som beskrevs av Ridley. Dicliptera rosea ingår i släktet Dicliptera och familjen akantusväxter. Inga underarter finns listade i Catalogue of Life.